# フィエラブラス
『フィエラブラス』（Fierrabras）D796は、フランツ・シューベルトが作曲した3幕から構成されるオペラ及びジングシュピールである。「3幕の英雄劇」、「3幕のロマン的オペラ」とシューベルト自身が名付けている。

## 概要
1823年5月25日から10月2日にかけて作曲された、シューベルトが完成させた最後のオペラである。前作のオペラ『リューディガー』D791は同じ年に着手されたが、結局2曲のみ作曲しただけでシューベルトが放棄した。そこで、改めて友人のヨーゼフ・クーペルヴィザーがこの『フィエラブラス』の台本をシューベルトに作った。クーペルヴィザーはケルントナートーア劇場のスタッフとして上演を準備し、同年頃に劇場で上演される予定であったが、直前に劇場の幹部と対立したため初演は立ち消えとなり、『フィエラブラス』はお蔵入りとなった。その後、シューベルトは1827年に友人のエドゥアルト・フォン・バウエンフェルトの台本による2幕の『グライヒェン伯爵 Der Graf von Gleichen』 D.918 を作曲したが、重婚が主題となっているためか未完に終わっている。
本作はシューベルトの死後7年を経た1835年になってようやくウィーンで上演されたが、抜粋されたコンサート形式として行われたのみで、評判は芳しくなかったと伝えられる。全曲演奏は1897年になるまで行われず、1988年にクラウディオ・アバドの指揮によってアン・デア・ウィーン劇場で行われたのが、全曲版の世界初上演であった。また、同時に初録音もアバドによって行われている。
なお、詳細な作曲期間は以下の通りである。
- 第1幕:1823年5月25日から30日
- 第2幕:1823年5月31日から6月5日
- 第3幕:1823年6月7日から9月26日
- 序曲:1823年10月2日

楽譜は2014年にベーレンライターから初めて出された。ボーカルスコアのみの販売で、フルスコアはレンタルである。

## 序曲
序曲は、緊張感に満ちた序奏に続いて、ロマンティックなアレグロが奏される。演奏時間は約8分。なおシューベルトによってピアノによる4手連弾のための編曲版（D798）が作られている。

## 台本
ヨーゼフ・クーペルヴィザーによる。ドイツ語。

## 登場人物
| 人物名         | 声域         | 役                                   |
| -------------- | ------------ | ------------------------------------ |
| フィエラブラス | テノール     | 君主ボーラントの息子                 |
| カール王       | バス         | フランク王国の王                     |
| エンマ         | ソプラノ     | カール王の娘                         |
| ローラント     | バリトン     | フランク王国の騎士、軍指揮官         |
| オジェ         | テノール     | カール王の騎士                       |
| エギンハルト   | テノール     | フランク王国の貴族の息子、宮廷の騎士 |
| ボーラント     | バリトン     | ムーア人の国アグリモーレの王         |
| フロリンダ     | ソプラノ     | ボーラントの娘                       |
| マラゴント     | メゾソプラノ | フロリンダの侍女                     |
| ブルタモンテ   | バス         | ボーラントの部下                     |

## あらすじ
舞台は8世紀及び9世紀のフランク王国、カール大帝の支配する頃の南フランスとスペイン。